# HP-32S

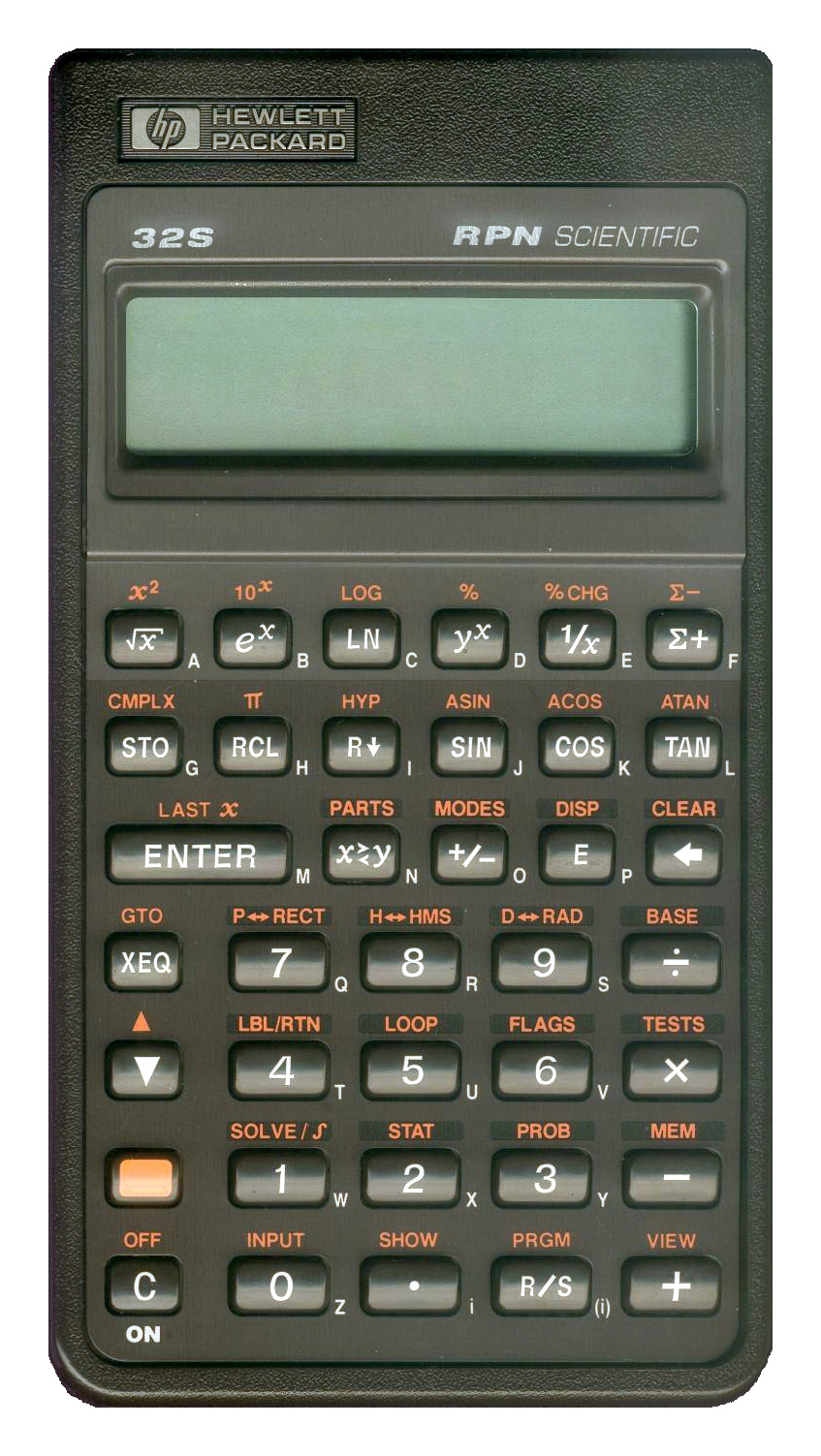
HP-32S

La HP-32S è una calcolatrice scientifica programmabile RPN messa in commercio da Hewlett-Packard nel 1988 e ritirata nel 1991.  La 32S eredita le caratteristiche della HP-15C, anche se vengono rimosse le funzionalità per il calcolo con le matrici e vengono ridotte le funzionalità di calcolo con i numeri complessi.

## HP-32SII
La HP-32SII aggiunge il calcolo algebrico, le frazioni e ha un secondo tasto shift. È entrata in commercio nel 1991 e vi è rimasta fino al 2002.

## Programma di esempio
Si tratta di un programma che calcola il massimo comun divisore impiegando l'algoritmo di Euclide
```
 E01 LBL E
 E02 STO A
 F01 LBL F
 F02 ÷
 F03 FP
 F04 RCL A
 F05 x
 F06 1
 F07 x>y?
 F08 GTO G
 F09 R(DOWN)
 F10 PSE
 F11 x<>A
 F12 RCL A
 F13 GTO F
 G01 LBL G
 G02 RCL A
 G03 RTN
```